# Kanton Marseille-Les Trois Lucs
Kanton Marseille-Les Trois Lucs (fr. Canton de Marseille-Les Trois Lucs) je francouzský kanton v departementu Bouches-du-Rhône v regionu Provence-Alpes-Côte d'Azur. Tvoří ho část města Marseille a zahrnuje části městských obvodů 11 a 12.

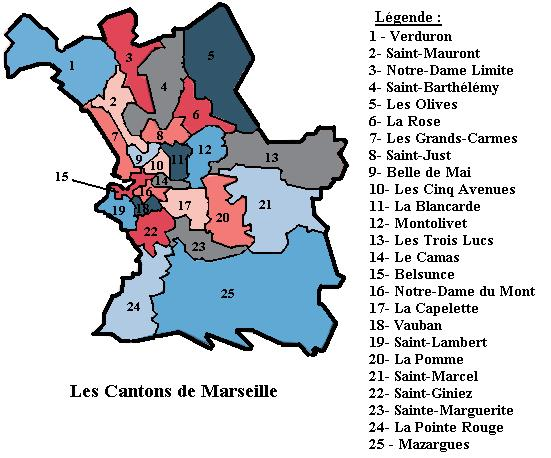
Kantony města Marseille